# Cartuxa de Porta Coeli

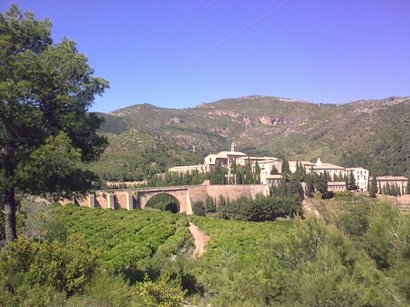
Cartuxa de Porta Coeli (2009)

A Cartuxa de Porta Coeli é um mosteiro cartuxo em funcionamento localizado em uma área rural do município de Serra de Porta Coeli, na província de Valência, Espanha. O nome da Cartuxa, Porta Coeli, significa porta para o céu .

## História
O convento foi erguido em 1272 sob o patrocínio de Andrés Albalat, Bispo de Valência e confessor de Jaime I de Aragão. Deste mosteiro emergiram dois líderes proeminentes da ordem: Padre Bonifacio Ferrer (1402-1410), irmão de São Vicente Ferrer, e Francisco Maresme (1437-1463).
O mosteiro foi suprimido no século XIX e, embora se tentasse reconquistar o local, a ordem não voltou até 1943, com reconsagração em 1947. Foi usado como campo de concentração franquista entre 1939 e 1941. Continua a ser o único mosteiro de claustro masculino da província.